# SEPT14
SEPT14‏ (Septin 14) هوَ بروتين يُشَفر بواسطة جين SEPT14 في الإنسان.